# Jabulani Adatus Nxumalo
Jabulani Adatus Nxumalo, O.M.I. (Durban, 27 de janeiro de 1944) é um prelado sul-africano da Igreja Católica, atual arcebispo emérito de Bloemfontein.

## Biografia
Estudou na África do Sul, no Lesoto e na Itália. Obteve a licenciatura em teologia com especialização em missiologia pela Pontifícia Universidade Gregoriana e a licenciatura em Sagrada Escritura pelo Pontifício Instituto Bíblico. Também realizou pesquisas bíblicas na École biblique et archéologique française de Jerusalém.
Fez a primeira profissão na Congregação dos Missionários Oblatos de Maria Imaculada em 16 de fevereiro de 1966 e a profissão perpétua em 9 de fevereiro de 1969. Foi ordenado padre em 2 de setembro de 1974. Entre 1974 e 1977, foi vice-pároco e de 1977 a 1978, vice-reitor e decano de Estudos do Seminário Maior "São Pedro" de Pretória. Depois, entre 1978 e 1984, foi reitor de Estudos do "Instituto Teológico São José" em Cedara e de 1988 a 1998, pároco em vários locais. Também trabalhou por algum tempo no Tribunal Eclesiástico Interdiocesano. Em 1998, foi nomeado provincial de Natal e seis meses depois foi eleito Conselheiro Geral da sua Congregação para a região África-Madagascar.
Em 8 de julho de 2002, foi nomeado pelo Papa João Paulo II como bispo auxiliar de Durban, recebendo a ordenação episcopal como bispo titular de Ficus em 25 de agosto seguinte, no Centro de Exposições de Durban, pelo cardeal arcebispo de Durban, Wilfrid Fox Napier, O.F.M., coadjuvado por George Francis Daniel, arcebispo de Pretória e por Paul Mandla Khumalo, C.M.M., bispo de Witbank.
Em 10 de outubro de 2005, o Papa Bento XVI o promoveu a arcebispo da Bloemfontein. Foi vice-presidente da Conferência dos Bispos Católicos da África Austral, entre 2010 e 2016.
Em 1 de abril de 2020, o Papa Francisco aceitou sua renúncia ao governo pastoral da arquidiocese.